# Verstufung

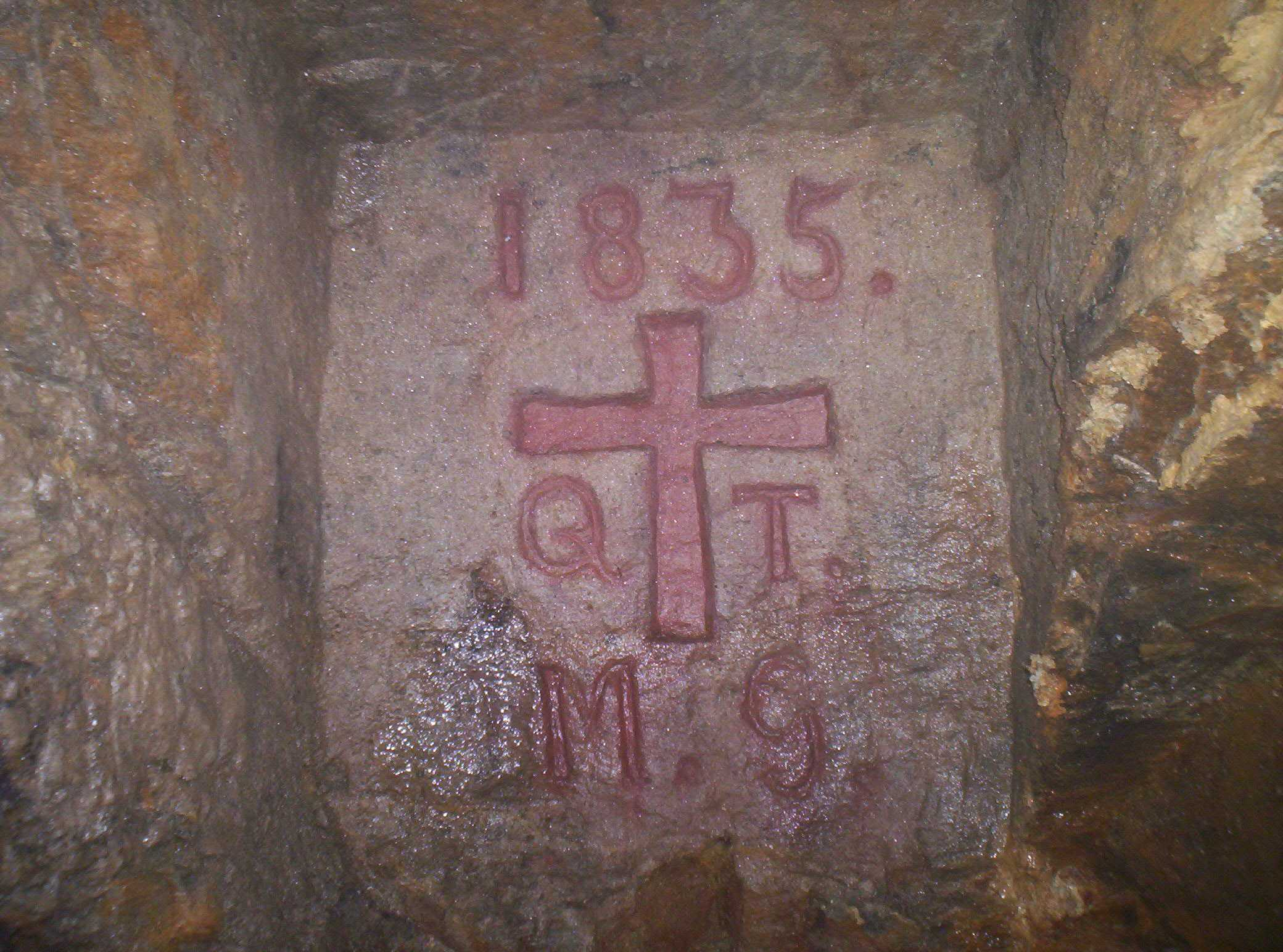
Verstufungstafel

Als Verstufung, auch Verstuffung, bezeichnete man im frühen Bergbau einen bergrechtlichen Vorgang, der angewendet wurde, wenn ein Stöllner den Vortrieb des Stollens eingestellt hatte. Durch das Verstufen der Ortsbrust sicherte sich der Stöllner sämtliche Rechte an dem bisher aufgefahrenen Stollen gegen etwaige Ansprüche neuer Muter.

## Grundlagen
Im alten Bergrecht war vorgeschrieben, dass jeder Stollen regelmäßig mit Hauern belegt war. War nun ein Gewerke (z. B. aus Kostengründen) nicht in der Lage, den Stollen zu belegen, so konnte ein anderer Muter beim Bergmeister eine neue Mutung einlegen und die Freifahrung der Grube beantragen. Damit dem alten Stollenbetreiber sein bisher erworbenes Bergwerkseigentum erhalten blieb, beantragte dieser beim Bergamt die Verstufung des Stollens. Hierfür wurde vom Markscheider im Ort (am Ende des Stollens) ein markscheiderisches Zeichen, auch Stufe genannt, in das Gestein geschlagen. Bei Erbstollen wurde das Verstufen als Vererbstufen bezeichnet. Diese eingeschlagene Stufe musste dauerhaft erkennbar sein und bestand oftmals aus Eisen.
Vor dieser Verstufung von Amts wegen musste dem alten Stöllner zunächst eine sogenannte billige Frist zum weiteren Auffahren des Stollens eingeräumt werden. War diese Frist abgelaufen und der alte Stöllner war seiner Pflicht nicht nachgekommen, wurde der Stollen vom Bergamt befahren und die anstehenden Stollenörter verstuft. Dadurch verlor der alte Stöllner aufgrund seines Versäumnisses das ihm übertragene Bergwerkseigentum. Dieser Vorgang wurde in das Bergbuch eingetragen. Neben der Verstufung von Amts wegen, die dann erfolgte, wenn ein neuer Muter sie beantragte, gab es auch die Verstufung auf Antrag des Stollenbetreibers. Dies war möglich, wenn der Stollenbetreiber freiwillig auf einen Teil des verliehenen Stollens verzichtete und diesen Teil an einen anderen Gewerken abtrat. Auch hier musste er seine bisher erworbenen Rechte durch eine Verstufung sichern.

## Rechtliche Auswirkungen
Durch das Verstufen sicherte sich der alte Stöllner seine vollen Rechte auf den bereits aufgefahrenen Stollenteil, jedoch nur bis zu dem Zeitpunkt, bis ein neuer Stöllner den verlassenen Stollen ab der Verstufung weiter vortrieb. Durch die Verstufung verlor der alte Stöllner jedoch das Recht, den Stollen weiter vorzutreiben. Er behielt aber das Recht, die noch unverstuften Örter weiter vorzutreiben. Für die bereits verstuften Örter hatte er jedoch ein sogenanntes Näherrecht zur erneuten Mutung. Sobald ein neuer Stöllner den Stollen weiter vortrieb, erhielt dieser neue Bergbautreibende auch die Stollengerechtigkeit (bei Erbstollen die Erbstollengerechtigkeit), musste jedoch dem alten Stöllner für die Benutzung des bereits aufgefahrenen Stollenteils eine bestimmte Stollengebühr und ggf. ein Wassereinfallgeld bezahlen. Voraussetzung für die Zahlung der Stollengebühren war jedoch, dass der alte Stöllner seinen Teil des Stollens in einem guten Zustand erhielt. Unterließ der alte Stöllner die erforderlichen Wartungsarbeiten an dem Stollen, so dass dieser nicht mehr befahrbar war, konnten der neue Stöllner oder bei Erbstollen die Besitzer der anderen Gruben, in deren Grubenfeldern der Stollen sich bereits befand, den Stollen selbst aufwältigen. Voraussetzung war hierbei, dass die Verleihung der Gruben älter war als die Verleihung des Stollens. Dann erhielt der alte Stöllner keine Stollengebühr, sondern nur das Wassereinfallgeld. Die Höhe des Wassereinfallgeldes wurde in der Regel vom Bergamt festgesetzt.
Insbesondere bei Erbstollen kam es vor, dass der Stöllner zwar in der festgelegten Richtung weiter auffuhr, jedoch in den jeweiligen Gruben keine Flügelörter auffuhr. In diesem Fall konnten die Gewerken der Gruben beim Bergamt beantragen, dass der Erbstollen an den Punkten verstuft wird, an denen die Auffahrung zu den jeweiligen Flügelörtern erfolgen muss. Nach Eingang der Anträge wurde dem Stöllner vom Berggericht eine Frist einberaumt, in welcher er sich entscheiden musste, ob er die Flügelörter auffährt oder nicht. Ließ er die Frist verstreichen, wurden die Ansatzpunkte für die Flügelörter verstuft und dem ersten neuen Muter verliehen. Ebenso konnten die jeweiligen Grubenbesitzer in diesem Fall beantragen, ihre Flügelörter selbst aufzufahren. Für die unverstuften Örter oder die auf Gesuch des Stöllners verstuften Örter behielt der Stöllner weiterhin seine alten verliehenen Rechte.